# アラディン・レコード
アラディン・レコード (Aladdin Records)は、1945年、アメリカ合衆国カリフォルニア州ロサンゼルスに設立されたレコード・レーベルである。R&B、ブルース、ロックンロールなどのヒット作を数多く世に送り出したものの、1962年、レーベルの売却により歴史に幕を閉じた。

## 歴史
1945年、ロサンゼルスでレコード店を営んでいたエディとレオのメスナー兄弟が「フィロ (Philo)」という名前でレーベルを設立。この名前は彼らのレコード店「フィルハーモニック・ミュージック・ショップ (Philharmonic Music Shop)」を短縮したものだった。同年8月、レーベル初のリリースとなるイリノイ・ジャケーのシングル「Flying Home」をリリースする。
翌1946年、レーベル名をアラディンに変更した。これは、レコード業界への参入を考えていたラジオ・メーカーのフィルコ (Philco)が類似社名としてクレームを付けたためだった。
以後、ライトニン・ホプキンス、チャールズ・ブラウン、エイモス・ミルバーン、シャーリー&リー、フロイド・ディクソン、ファイヴ・キーズなどのアーティストを世に送り出し、数々のヒットを生み出した。
1950年代後半になると、従来のR&B、ブルース路線でのヒット曲が減っていったため、ロックンロール、ポップス色を強めていったが下降傾向を挽回することができず、メスナー兄弟は、1962年にレーベルをインペリアル・レコードへ売却した。今日では、その音源はEMIが権利を有している。

## 主なアーティスト
- ライトニン・ホプキンス
- エイモス・ミルバーン
- ルイ・ジョーダン
- ファイヴ・キーズ
- ロビンズ
- ワイノニー・ハリス
- チャールズ・ブラウン
- ビッグ・ジョー・ターナー
- デイヴ・バーソロミュー
- レスター・ヤング
- ナット・キング・コール
- ビリー・ホリディ
- カルヴィン・ボーズ